# Новоколедіно
Новоколе́діно (рос. Новоколедино) — присілок у складі Подольського міського округу Московської області, Росія.
Присілок заснований 2006 року на місці ліквідованого ще в радянські часи присілка Нове Коледіно.